# William Garbutt
William Thomas Garbutt (Hazel Grove, Gran Mánchester, Inglaterra, * 9 de enero de 1883 - Warwick, Warwickshire, Inglaterra, † 24 de febrero de 1964), fue un futbolista y entrenador inglés. Jugaba de centrocampista. 

## Trayectoria
Su primer club fue el Reading. En 1906 fue transferido al Woolwich Arsenal, el actual Arsenal FC, y en 1906 al Blackburn Rovers, con el que ganó una Lancashire Senior Cup.
Una vez terminada su carrera como futbolista, en 1911 fue llamado a entrenar al Genoa italiano, convirtiéndose así en el primer entrenador profesional del Calcio. Con el club genovés ganó 3 campeonatos italianos. En Italia también entrenó a Roma, Napoli y Milan.
Entre 1935 y 1937 estuvo en Bilbao: con el Athletic Club ganó una Liga (1935/36).

## Clubes

### Como futbolista
| Club                | País       | Año         |
| ------------------- | ---------- | ----------- |
| Reading FC          | Inglaterra | 1903 - 1906 |
| Woolwich Arsenal    | Inglaterra | 1906 - 1908 |
| Blackburn Rovers FC | Inglaterra | 1908 - 1911 |
| Woolwich Arsenal    | Inglaterra | 1911 - 1912 |

### Como entrenador
| Club          | País   | Año         |
| ------------- | ------ | ----------- |
| Genoa CFC     | Italia | 1912 - 1927 |
| AS Roma       | Italia | 1927 - 1929 |
| AC Napoli     | Italia | 1929 - 1935 |
| Athletic Club | España | 1935 - 1937 |
| AC Milan      | Italia | 1937        |
| Genoa CFC     | Italia | 1937 - 1940 |
| Genoa CFC     | Italia | 1946 - 1948 |

## Palmarés

### Como futbolista
| Título                | Club                | País       | Año         |
| --------------------- | ------------------- | ---------- | ----------- |
| Lancashire Senior Cup | Blackburn Rovers FC | Inglaterra | 1908 - 1909 |
| Lancashire Senior Cup | Blackburn Rovers FC | Inglaterra | 1910 - 1911 |

### Como entrenador
| Título              | Club          | País   | Año         |
| ------------------- | ------------- | ------ | ----------- |
| Campeonato Italiano | Genoa CFC     | Italia | 1914 - 1915 |
| Campeonato Italiano | Genoa CFC     | Italia | 1922 - 1923 |
| Campeonato Italiano | Genoa CFC     | Italia | 1923 - 1924 |
| Coppa Coni          | AS Roma       | Italia | 1927 - 1928 |
| Liga española       | Athletic Club | España | 1935 - 1936 |